# Acero al cromo

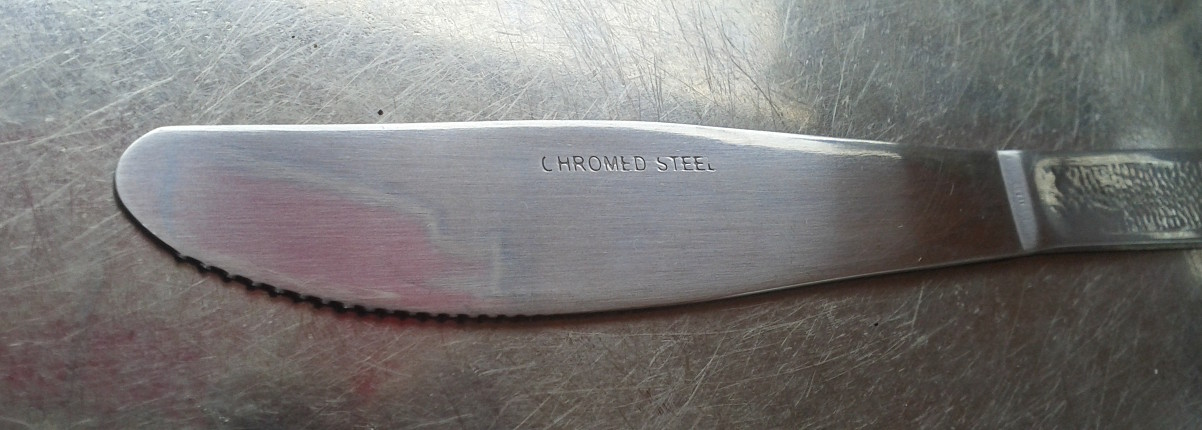
Cuchillo de acero al cromo

El acero al cromo es un tipo de acero inoxidable (que no se oxida), templable y magnético. Dispone de una estructura ferrítico-martensítica, y contiene desde el 0.08 % hasta el 0.30 % de carbono; desde el 5 % hasta 17 % de cromo; y en algunos casos contiene pequeñas cantidades de molibdeno y de níquel.
Recibe las designaciones AISI 502 (410, 414, 420 y 431), En31, SUJ2, 100Cr6, 100C6 o DIN 5401 en distintas normas. Se utiliza para aplicaciones como cojinetes, herramientas, taladros y determinados utensilios resistentes al calor. La temperatura máxima a la que se permite el funcionamiento a largo plazo de los aceros con alto contenido de cromo es de unos 650 °C.
No debe confundirse con el acero cromado, denominación que corresponde a cualquier tipo de acero que haya sido recubierto mediante electrólisis con una capa de óxidos de cromo y cromo metálico, lo que le da un aspecto brillante y un acabado suave.

## En la cultura popular
- El término se utilizó tanto en la versión original de 1933 como en la versión de 2005 de King Kong. Cuando Kong es llevado a Nueva York, está apresado con cadenas de este metal. La impresión que la película de Carl Denham da a la audiencia es que el "acero cromado" es mucho más resistente que el "acero normal", lo cual es incorrecto. Paradójicamente fiel a esta descripción engañosa, King Kong se libera de todos modos (en ambas versiones).

- El término también se usó en el episodio "Star Trek" de "La pequeña guerra privada", donde las pistolas que los Klingon facilitaron a los primitivos pobladores se diseñaron con una punta de perforación de acero cromado.

- El cantante Billy Joel usó el término en su canción "Allentown" del álbum "The Nylon Curtain" (1982).[3]